# Лямбда Волка
Лямбда Волка (лат. λ Lupi), HD 133955 — кратная звезда в созвездии Волка на расстоянии (вычисленном из значения параллакса) приблизительно 922 световых лет (около 282 парсеков) от Солнца. Возраст звезды определён как около 9 млн лет.

## Характеристики
Первый компонент (CCDM J15088-4517Aa) — бело-голубая звезда спектрального класса B3V. Видимая звёздная величина звезды — +5m. Масса — около 6,348 солнечных, радиус — около 11,076 солнечных, светимость — около 2516,41 солнечных. Эффективная температура — около 20000 K.
Второй компонент (CCDM J15088-4517Ab) — бело-голубая звезда спектрального класса B3V. Масса — около 5,35 солнечных.
Третий компонент — красный карлик спектрального класса M. Масса — около 501,87 юпитерианских (0,4791 солнечной). Удалён на 2,769 а.е..
Четвёртый компонент (CCDM J15088-4517B) — бело-голубая звезда спектрального класса B. Видимая звёздная величина звезды — +5,3m. Масса — около 3,5 солнечных. Эффективная температура — около 14000 K. Орбитальный период — около 73,55 лет. Удалён на 0,2 угловой секунды.
Пятый компонент (WDS J15088-4517C). Видимая звёздная величина звезды — +17,4m. Удалён на 6,6 угловых секунд.